# Seznam osebja Ustavnega sodišča Republike Slovenije
Seznam osebja Ustavnega sodišča Republike Slovenije.

## Predsedniki Ustavnega sodišča
1. Peter Jambrek (25. april 1991 – 24. april 1994)
2. Tone Jerovšek (25. april 1994 – 24. april 1997)
3. Lovro Šturm (25. april 1997 – 30. oktober 1998)
4. Franc Testen (11. november 1998 – 10. november 2001)
5. Dragica Wedam Lukić (11. november 2001 – 10. november 2004)
6. Janez Čebulj (11. november 2004 – 10. november 2007)
7. Jože Tratnik (11. november 2007 – 10. november 2010
8. Ernest Petrič (11. november 2010 – 10. november 2013)
9. Miroslav Mozetič (11. november 2013 – 30. oktober 2016)
10. Jadranka Sovdat (31. oktober 2016 – 18. december 2018)
11. Rajko Knez (19. december 2018 – 15. december 2021)
12. Matej Accetto (15. december 2021 – 13. december 2024)
13. Rok Čeferin (16. december 2024 – )

## Podpredsedniki Ustavnega sodišča
1. Franc Testen (1994 - 1997)
2. Janez Šinkovec (1997 - 1998)
3. Matevž Krivic (1998)
4. Lojze Ude (1998 - 2001)
5. Janez Čebulj (2001 - 2004)
6. Mirjam Škrk (2004 - 2007)
7. Ciril Ribičič (2007 - 2009)
8. Miroslav Mozetič (2010—2013)
9. Jadranka Sovdat (2013—2016)
10. Etelka Korpič - Horvat (2016—2019)
11. Matej Accetto (2019 - 2021)
12. Rok Čeferin (15. december 2021 – 16. december 2024)
13. Neža Kogovšek Šalamon (16. december 2024 – )

## Sodniki Ustavnega sodišča
Sodniki so razvrščeni po trajanju mandata.
1. Janez Šinkovec (25. junij 1991 – 8. januar 1998)
2. Lovro Šturm (25. junij 1991 – 17. december 1998)
3. Peter Jambrek (25. junij 1991 – 17. december 1998)
4. Anton Perenič (25. junij 1991 – 30. september 1992)
5. Tone Jerovšek (25. junij 1991 – 17. december 1998)
6. Matevž Krivic (25. junij 1991 – 17. december 1998)
7. Janez Snoj (12. februar 1992 – 31. marec 1998)
8. Lojze Ude (25. maj 1993 – 24. maj 2002)
9. Boštjan M. Zupančič (25. maj 1993 – 31. oktober 1998)
10. Franc Testen (25. maj 1993 – 24. maj 2002)
11. Miroslava Geč - Korošec (9. januar 1998 – 1. oktober 2000)
12. Dragica Wedam Lukić (1. april 1998 – 31. marec 2007)
13. Janez Čebulj (31. oktober 1998 – 27. marec 2008)
14. Lojze Janko (31. oktober 1998 – 30. oktober 2007)
15. Mirjam Škrk (31. oktober 1998 – 27. marec 2008)
16. Milojka Modrijan (1. november 1998 – 20. november 2007)
17. Zvonko Fišer (18. december 1998 – 27. marec 2008)
18. Franc Grad (1. april 2007  – 31. januar 2008)
19. Ciril Ribičič (19. december 2000 – 19. december 2009)
20. Jože Tratnik (25. maj 2002 – 15. julij 2011)
21. Marija Krisper Kramberger (25. maj 2002 – 13. september 2010)
22. Miroslav Mozetič (31. oktober 2007 – 30. oktober 2016)
23. Marta Klampfer (20. november 2007 – 19. november 2016)
24. Mitja Deisinger (27. marec 2008 – 26. marec 2017)
25. Jasna Pogačar (27. marec 2008 – 26. marec 2017)
26. Jan Zobec (27. marec 2008 – 26. marec 2017)
27. Ernest Petrič (25. april 2008 –  24. april 2017)
28. Jadranka Sovdat (19. december 2009 – 18. december 2018)
29. Etelka Korpič-Horvat (28. september 2010 – 26. september 2019)
30. Dunja Jadek Pensa (15. julij 2011–10. november 2021)
31. Špelca Mežnar (31. oktober 2016–danes)
32. Marko Šorli (20. november 2016–danes)
33. Marijan Pavčnik (27. marec 2017–31. december 2022)
34. Matej Accetto (27. marec 2017–danes)
35. Klemen Jaklič (27. marec 2017–danes)
36. Rajko Knez (25. april 2017–danes)
37. Katja Šugman Stubbs (19. december 2018–danes)
38. Rok Čeferin (27. september 2019–danes)
39. Rok Svetlič (11. november 2021–danes)
40. Neža Kogovšek Šalamon (1. januar 2023–danes)

## Sekretarji Ustavnega sodišča
1. Milan Baškovič (25. junij 1991 – 28. februar 1993)
2. Janez Čebulj (1. maj 1993 – 30. oktober 1998)
3. Jadranka Sovdat (29. januar 1999 - 19. december 2009)
4. Erik Kerševan  (1. februar 2010 – 31. julij 2012)
5. Sebastian Nerad (3. oktober 2012  – danes)